# K.H.Wagner
K.H.Wagner ist eine 1985 gegründete aus dem Ehepaar Silke und Reiner Nitzsche bestehende deutsche Künstlergruppe, die seit 1993 unter dem gemeinsamen Namen K.H.Wagner agiert. Sie lebt und arbeitet in Dresden.

## Vita
Geboren in den Jahren 1963 und 1964 verbindet beide Künstler seit frühester Kindheit die Kunst als geistiges Zuhause. Aufgewachsen in der DDR erlebten beide eine künstlerische Erziehung. Er wurde frühzeitig von dem Maler und Holzschneider Heinz Tetzner, einem bekannten Expressionisten unterrichtet. Sie wuchs mit größeren Reproduktionen von van Gogh, Modigliani und Vermeer im elterlichen Haus auf.
Während der Jugendzeit entstanden über 600 Zeichnungen, Druckgrafiken und Malereien. Ein Werk, welches K.H.Wagner im Jahr 2009 mit dem Gedanken des Reframing und der dazugehörigen Ausstellung Reframing//82-85 betrachtete und neu kontextuierte.
1985 begannen beide ein Studium der Malerei/Grafik an der Hochschule für Bildende Künste in Dresden bei den Professoren Günther Horlbeck und Gerhard Kettner. In den darauffolgenden Jahren unternahmen sie immer wieder zahlreiche Studienreisen, u. a. nach Russland, Ungarn, Frankreich, Italien, Österreich und in die Niederlande. 1990 begannen sie ein Gaststudium der Malerei an der Staatlichen Akademie der Bildenden Künste in Stuttgart, ab 1992 bei den Professoren Wolfgang Gäffgen und Rudolf Schoofs. Besonders geprägt wurde K.H.Wagner ebenfalls durch den in Stuttgart lehrenden amerikanischen Konzeptkünstler Joseph Kosuth.
1993 begann während eines einjährigen Studienaufenthaltes an der School of Visual Arts in New York die Arbeit unter dem gemeinsamen Künstlernamen K.H.Wagner.
Reiner Nitzsche ist seit 2002 Dozent für Medieninformatik im Nebenfach „Kunst und Gestaltung“ an der „Neuen Abendschule“ der Hochschule für Bildende Künste in Dresden.

## Publikationen
- Global future. 1999.
- Werktage – Das Interface der Kunst. Kunsthaus Dresden, Dresden 2004, OCLC 959223061.
- mit Anka Ziefer: frp. Selbstverlag, Dresden 2004, ISBN 978-3-00-013642-9.
- mit Mandy Gnägi: Future research art. 5 new projects. Selbstverlag, Dresden 2007, OCLC 697622703.